# Chavroches
Chavroches és un municipi francès, situat al departament de l'Alier i a la regió d'Alvèrnia-Roine-Alps. L'any 2007 tenia 279 habitants.

## Demografia

### Població
El 2007 la població de fet de Chavroches era de 279 persones. Hi havia 128 famílies de les quals 44 eren unipersonals (16 homes vivint sols i 28 dones vivint soles), 48 parelles sense fills, 28 parelles amb fills i 8 famílies monoparentals amb fills.
La població ha evolucionat segons el següent gràfic:
Habitants censats

### Habitatges
El 2007 hi havia 212 habitatges, 130 eren l'habitatge principal de la família, 56 eren segones residències i 26 estaven desocupats. 205 eren cases i 3 eren apartaments. Dels 130 habitatges principals, 98 estaven ocupats pels seus propietaris, 27 estaven llogats i ocupats pels llogaters i 5 estaven cedits a títol gratuït; 1 tenia una cambra, 6 en tenien dues, 20 en tenien tres, 29 en tenien quatre i 74 en tenien cinc o més. 105 habitatges disposaven pel capbaix d'una plaça de pàrquing. A 70 habitatges hi havia un automòbil i a 45 n'hi havia dos o més.

### Piràmide de població
La piràmide de població per edats i sexe el 2009 era:
| Homes | Edats   | Dones |
| ----- | ------- | ----- |
| 0     | 95 o +  | 1     |
| 1     | 90 a 94 | 2     |
| 4     | 85 a 89 | 6     |
| 8     | 80 a 84 | 3     |
| 11    | 75 a 79 | 16    |
| 18    | 70 a 74 | 11    |
| 7     | 65 a 69 | 18    |
| 12    | 60 a 64 | 10    |
| 7     | 55 a 59 | 8     |
| 4     | 50 a 54 | 6     |
| 4     | 45 a 49 | 3     |
| 9     | 40 a 44 | 7     |
| 4     | 35 a 39 | 6     |
| 12    | 30 a 34 | 4     |
| 7     | 25 a 29 | 5     |
| 2     | 20 a 24 | 4     |
| 10    | 15 a 19 | 8     |
| 2     | 10 a 14 | 3     |
| 3     | 5 a 9   | 2     |
| 1     | 0 a 4   | 1     |

## Economia
El 2007 la població en edat de treballar era de 128 persones, 83 eren actives i 45 eren inactives. De les 83 persones actives 69 estaven ocupades (39 homes i 30 dones) i 14 estaven aturades (5 homes i 9 dones). De les 45 persones inactives 18 estaven jubilades, 4 estaven estudiant i 23 estaven classificades com a «altres inactius».

### Ingressos
El 2009 a Chavroches hi havia 126 unitats fiscals que integraven 276 persones, la mediana anual d'ingressos fiscals per persona era de 13.848 €.

### Activitats econòmiques
Dels 6 establiments que hi havia el 2007, 1 era d'una empresa de fabricació d'altres productes industrials, 1 d'una empresa de construcció, 3 d'empreses de comerç i reparació d'automòbils i 1 d'una empresa d'hostatgeria i restauració.
Dels 3 establiments de servei als particulars que hi havia el 2009, 1 era un guixaire pintor, 1 electricista i 1 restaurant.
L'any 2000 a Chavroches hi havia 8 explotacions agrícoles que ocupaven un total de 416 hectàrees.

## Equipaments sanitaris i escolars
El 2009 hi havia una escola elemental integrada dins d'un grup escolar amb les comunes properes formant una escola dispersa.

## Poblacions més properes
El següent diagrama mostra les poblacions més properes.